# Seniorenkonvent Leuven
Het Seniorenkonvent Leuven (SK) is de historische koepel van Vlaamse regionale jongensstudentenclubs verbonden aan de Katholieke Universiteit Leuven. Sommige clubs staan ook open voor hogeschoolstudenten. In 2024-25 zijn er 26 studentenclubs aangesloten bij het Seniorenkonvent.  
Het SK werd op 19 november 1929 opgericht door dr. Edmond de Goeyse en het heeft als doelstelling de contacten tussen de clubs onderling en de contacten met andere studentenverenigingen te bevorderen en activiteiten voor de aangesloten clubs te organiseren. De vier pijlers van het SK zijn traditie, stijl, tucht en levenslang kameraadschap. 
Het SK wordt voorgezeten door een senior seniorum (SS) en het heeft een dagelijks bestuur, samengesteld uit (oud-)presides van de verschillende clubs. De jure vormt het SK samen met het Meisjesseniorenkonvent (MSK) die de meisjesstudentenclubs overkoepelt, de studentikoze pijler van het KVHV Leuven, waarvan de senior seniorum van het SK van rechtswege ook vice-preses is. De kleuren van het SK zijn zwart-geel-cyaan en het schild verenigt de vijf oude Vlaamse provincieschilden.

## Geschiedenis

### Voorgeschiedenis
Na 1875 ontstonden er te Leuven een groot aantal clubs op basis van regionale herkomst. Elke club had zijn eigen tradities en gebruiken en ook qua attributen waren er grote verschillen tussen de verschillende verenigingen. Aan het einde van de jaren twintig ontstond er hier en daar enige malaise door een gebrek aan orde en tucht. De voorstelling dat de clubs niet meer waren dan een hoop wezens die ordeloos zaten te zuipen, balken, roepen en tieren is evenwel een stevige overdrijving. De meeste leiders en zelfs de meerderheid van de studenten waren het er echter over eens dat er iets moest veranderen in de studentenwereld. 
Als heelmiddel zochten onder andere Willem Melis (Waasse Club) en Paul Lebeau (Sinjoria) inspiratie in het Duitse studentenleven. Zij vonden dit enerzijds in het historische voorbeeld van K.A.V. Lovania, een vereniging die in 1896 naar Duits model werd opgericht, en anderzijds in de Allgemeine Deutsche Bier-Comment, een geheel van voorschriften betreffende orde en tucht binnen de club. 
Een aantal van deze regels werd al min of meer op dezelfde manier toegepast in verschillende clubs. De algemene verspreiding kwam er echter pas nadat Edmond de Goeyse (Bezem Brussel / Ons Hageland) zijn schouders zette onder de schepping en verspreiding van een eigen Vlaamse Bier-Comment. Hij bundelde de verschillende voorstellen en ideeën en maakte gebruik van Ons Leven om ze te verspreiden binnen de Leuvense studentenwereld zodat ze geen droge theorie bleven maar een breder draagvlak kregen. Als stichter van Bezem Lovania Brussel greep hij bovendien de kans om de praktische haalbaarheid na te gaan bij een club die (nog) niet geplaagd werd door vastgewortelde en vastgeroeste gewoonten en tradities.

### Oprichting en eerste jaren
De nieuwe modelclub was een succes en op dinsdag 19 november 1929 kwamen de presides van de kleurdragende verenigingen (het KVHV Leuven, de vijf gildepresides en de presides van de 26 regionale clubs) boven het studentencafé Chicago samen om het Seniorenkonvent op te richten. Het Seniorenkonvent werd de stimulator van studentikoze stijl en legde de clubtradities vast in standregelen. 
Een eerste probleem waren de linten en de kleuren die de clubs droegen. Meerdere clubs deelden dezelfde kleuren zodat in onderling overleg enkele kleine aanpassingen doorgevoerd werden zodat minstens alle clubs binnen eenzelfde gilde verschillende kleuren kregen. Ook het dragen van de linten werd geregeld. De commilitones dragen een smal lint over de rechterschouder en de schachten dragen hetzelfde lint over de linkerschouder. De senior zou een breed lint dragen met de kleuren van de club of de gilde (normaal gesproken de donkerste kleur bovenaan) en daarop ook het clubschild en de praesesjaartallen. 
Er werd eveneens beslist om het dragen van de bierpetjes voor alle clubs in te voeren. Die bierpetjes worden op de kruin van het hoofd gedragen, de rand bestaat uit de drie kleurstroken van de club en op een bodem in de hoofdkleur wordt het monogram in goud of zilver geborduurd. KVHC Lovania en KVHC Sinjoria zouden de eerste clubs geweest zijn die het bierpetje invoerden maar waarschijnlijk zijn er nog wel enkele andere clubs gelijktijdig met de nieuwe traditie begonnen. Het studentenjargon werd in die periode grondig vernieuwd. Daar waar men het vroeger had over voorzitters, hoofdmannen of dekens was er nu sprake van een senior of preses. De leden van club werden niet langer makkers of kameraden genoemd maar wel commitatores en vanaf 1935 werd dit lichtelijk vervormd tot het momenteel nog steeds gebruikelijke commilitones. Het gebruik van een monogram werd veralgemeend en dat is nog steeds op een of andere manier samengesteld uit de beginletters van Vivat Crescat Floreat en de benaming van de club. Moeder Sinjoria voerde als eerste de zirkel in in het Vlaamse studentenleven in 1931.
De Besluiten van het Seniorenkonvent verschenen voor het eerst in Ons Leven in 1930, waarna ze een jaar later als appendix werden opgenomen in het studentenliederboek van het KVHV Leuven. Later werden alle regels samengevat in een clubcodex, die in 1935 voor het eerst verscheen en sinds 1956 werd de clubcodex als groene en later blauwe bladzijden opgenomen in de Studentencodex van het KVHV Leuven.

### Na de Tweede Wereldoorlog
Na de Tweede Wereldoorlog werden er nog nieuwe regionale clubs toegelaten tot het Seniorenkonvent. In de jaren zestig werden Reuzegom en Semini ook aanvaard als nieuwe leden, alhoewel ze oorspronkelijk geen regionale clubs waren, maar clubs van mensen die op hetzelfde college gezeten hadden. Bij het begin van de jaren zestig echter bracht de democratisering van het onderwijs ware aardverschuivingen teweeg in het studentenleven: de grotere aantallen studenten leidden tot een nijpend tekort aan koten en bovendien zorgde de nieuwe studentenmassa ook voor een nieuwe mentaliteit waar individualisme en opportunisme hoogtij vieren. Er was ook de groeiende invloed van de faculteitskringen, plus een slechte reputatie van de "traditionalisten" met hun petten en linten en cantussen. Hierdoor vertegenwoordigden de clubs ook niet langer een substantieel deel van het studentenleven. Waar vroeger een groot deel van de studenten zowel lid waren van hun regionale club, hun provinciale gilde en het Verbond, dook dit aantal snel onder de 10% van het totale studentenaantal in Leuven. Bovendien kwamen er alsmaar meer vrouwen bij en een tiental SK-clubs was gedurende de jaren 60 en 70 gemengd. De verminderde aantrekkingskracht zorgde ervoor dat bijna een derde van de clubs er het bijltje bij neerlegde in deze periode. Eenmaal bemoeide het SK zich met politiek: het nam deel aan de betogingen in de jaren zestig tegen de Franstalige aanwezigheid in Leuven en in oktober 1967 zette het SK onder leiding van Jozef Dauwe (Ros Beyaert / Payottenland / Bezem Brussel) met steun van de beheerraad van het KVHV de progressieve Verbondspraeses Paul Goossens af. 
Vele clubs werden in de jaren 80, toen het traditionele studentenleven een heropleving kende, heropgericht. Rond 1990 waren er zo'n 1000 studenten lid van regionale clubs in Leuven. Sinds 1993 ressorteert de Leuvense Studentenfanfare, die tot dan een apart onderdeel van het KVHV Leuven was, onder het SK.
Van het begin van de twintigste eeuw tot de jaren zestig trokken de studenten net voor de examens naar de abdij van Vlierbeek in Kessel-Lo voor zomerfeesten. Ook organiseerde het Seniorenkonvent tussen 1951 en 1986 jaarlijks een carnavalstoet. De zomerfeesten werden in de jaren 80 vervangen door studentenfeesten in de binnenstad. Sinds 1975 organiseerde het KVHV Leuven in samenwerking met het Seniorenkonvent een studentenzangfeest in de grote aula van het Maria Theresiacollege. Deze traditie bleef tot het jaar 2000 bestaan. Er werden af en toe ook speciale activiteiten georganiseerd, zoals uitstappen naar de luchtmachtbasis van Bevekom, een vliegtuigcantus, ...
In 1997 kreeg het SK een vrouwelijke evenknie in het Meisjesseniorenkonvent, dat de  meisjesstudentenclubs in Leuven overkoepelt. Bij de millenniumwisseling bleek dat de interesse in het clubleven weer serieus aan het afnemen was. Een substantieel aantal clubs verdween in de eerste jaren van de nieuwe eeuw; de Limburgse Gilde werd bijvoorbeeld gedecimeerd tot één club. Het aantal SK-studenten zakte onder de 200. Toch trok het SK vanaf 2003 terug naar Vlierbeek om de zomerfeesten opnieuw te organiseren. Van 2004 tot eind 2007 hadden het SK en het MSK ook een elektronisch krantje: Ons Leuven @ den Toog. In november 2006 verscheen er een lustrumboek over de geschiedenis van het Leuvense studentenleven en het Seniorenkonvent. Stilaan begon het studentenleven te herleven en een aantal regionale clubs werd dan ook heropgericht.

## Aangesloten clubs

### Overzicht
| Antwerpse Gilde                                                 | Brabantse Gilde                                               | Limburgse Gilde                                                                                 | Oost-Vlaamse Gilde                              | West-Vlaamse Gilde                                                             | Overige                                                     |
| --------------------------------------------------------------- | ------------------------------------------------------------- | ----------------------------------------------------------------------------------------------- | ----------------------------------------------- | ------------------------------------------------------------------------------ | ----------------------------------------------------------- |
| Moeder Mastentop Moeder Dolfijnen Moeder Sinjoria Moeder Semini | Ons Hageland Moeder Payottenland Moeder Lovania Bezem Brussel | Moeder Heidebloem Vader Hesbania Moeder Hasseleta Moeder Maaslandia Moeder Mijnlamp Klamme Hand | Moeder Meetjesland Moeder ZOV Moeder Oilsjterse | Moeder Kortrijkse Moeder Brugse Moeder Meense Moeder Izegemse Moeder Waregemse | Hollandia Lovaniensis KVHV Leuven Leuvense Studentenfanfare |

### Antwerpse Gilde

#### Actieve clubs
| Naam             | Wervingsgebied   | Oprichtingsjaar | Oprichter(s)        | Opmerkingen |
| ---------------- | ---------------- | --------------- | ------------------- | --- |
| Moeder Mastentop | Antwerpse Kempen | 1887            | Adelfons Henderickx | Opgericht als 'Kempische Gilde'. Inactief tussen 1976-1984 en 2001-2012. |
| Moeder Dolfijnen | Lier             | 1910            |                     | Opgericht als Lyrana Inactief tussen 1914 en 1926. Heropgericht als Pallieters tot verdwijning in 1939. In 1952 heropgericht als Pirroenen tot de verdwijning in 1967. In 1975 heropgericht als Dolfijnen. Verdween wederom in 1988. Sinds 2010 weer actief. |
| Moeder Sinjoria  | Antwerpen        | 1919            | Fernand Collin      | Opgericht als Vlaamse afscheuring van Franstalige K.A.S.K. Inactief tussen 1969 en 1987. |
| Moeder Semini    | Antwerpen        | 1959            | Karel Staes         | Opgericht als club voor oud-leerlingen van Sint-Jan Berchmanscollege (Antwerpen). Inactief tussen 2000 en 2006. |

#### Inactieve clubs
- Lange Wapper (1974-2020).
- Moeder Reuzegom (1946-2018)
- Moeder Geelse (1898-2016)
- Moeder Hewes (1988-2005)
- Moeder Omnia (1975-1985)
- Moeder Swaene (1979-1983)
- Moeder Rupelgalm (1889-1978)
- Moeder Turnhoutse (1926-1950)

### Brabantse Gilde

#### Actieve clubs
| Naam                | Wervingsgebied          | Oprichtingsjaar | Oprichter(s)     | Opmerkingen |
| ------------------- | ----------------------- | --------------- | ---------------- | --- |
| KVHC Ons Hageland   | Hageland (Oost-Brabant) | 1874            |                  | Oudste studentenclub van het Seniorenkonvent. Inactief in de periodes: 1914-1919, 1957-1967 en 1972-1984.                                                                 |
| Moeder Payottenland | Pajottenland            | 1911            | Frans Willems    | Inactief tijdens de Eerste Wereldoorlog van 1915 tot 1918. |
| KVHC Moeder Lovania | Leuven                  | 1922            | Karel Hambrouck  | |
| KSC Bezem Brussel   | Brussel                 | 1925            | Edmond de Goeyse | Een van de weinige clubs binnen het Seniorenkonvent waar zowel jongens als meisjes worden toegelaten. Enkel de mannelijke leden vallen de jure onder het Seniorenkonvent. |

#### Inactieve clubs
- Moeder Mechlinia-Reynaert (1919-2009)
- KVHC Moeder Noord-Brabant (1920-2003)
- Moeder Aarschotse (1831-1959, geannexeerd door Ons Hageland)

### Limburgse Gilde

#### Actieve clubs
| Naam              | Wervingsgebied                                    | Oprichtingsjaar | Oprichter(s)                                        | Opmerkingen                                                                                             |
| ----------------- | ------------------------------------------------- | --------------- | --------------------------------------------------- | --- |
| Moeder Heidebloem | Limburgse Kempen (Noord-Limburg)                  | 1898            | Modest Byvoet en Jaak Boonen                        | Aanvankelijk bij de Antwerpse Gilde aangesloten. Inactief in volgende periodes: 1914-1918 en 2003-2011. |
| Vader Hesbania    | Haspengouw (Zuid-Limburg, Tongeren, Sint-Truiden) | 1899            | Bonaventure Romsée, Jean Van Rey en Antoon Wygaerts | Enige mannelijke club van het Konvent met prefix 'Vader'. Geen werking in 1914-1918 en 1945-1947.       |
| Moeder Hasseleta  | Hasselt                                           | 1939            | Jan Behets                                          | Geen werking tussen 2001 en 2008.                                                                       |
| Moeder Maaslandia | Maasland (Oost-Limburg)                           | 1942            | Eduard Trips                                        | Geen werking tussen 2003 en 2014.                                                                       |
| Moeder Mijnlamp   | Genk                                              | 1948            | Gerard Bijnens                                      | Geen werking tussen 1949-1952 en 2003-2010.                                                             |
| Klamme Hand       | Limburg (oud-studenten Universiteit Hasselt)      | 1980            | Dirk Vanderhoydonck                                 | Oorspronkelijk studentenclub te Diepenbeek. Geen werking in 1982-1983, 1985-1986 en 2006-2008.          |

#### Inactieve clubs
- Carpe Diem Lovaniensis (1981-2022)
- Boves Luci Lovaniensis (1976-1999)

### Oost-Vlaamse Gilde

#### Actieve clubs
| Naam                    | Wervingsgebied                                        | Oprichtingsjaar | Oprichter(s)                                | Opmerkingen                                               |
| ----------------------- | ----------------------------------------------------- | --------------- | ------------------------------------------- | --------------------------------------------------------- |
| KVHC Moeder Meetjesland | Meetjesland en Gent (in praktijk: West-Vlaanderen)    | 1901            | August Van Damme                            | Inactief in 1915-1918, 1970-1975 en 1980-1995.            |
| KVHC ZOV                | Zuid-Oost-Vlaanderen (Oudenaarde, Aalst, Dendermonde) | 1978            | Leo Van Steenberge en Jean-Baptiste Santens | Kwam in 2022 in opspraak na een uit de hand gelopen doop. |
| Moeder Oilsjterse       | Aalst                                                 | 1990            | Bruno De Lathauwer                          | Jongste club van het Seniorenkonvent.                     |

#### Inactieve clubs
- Waasse Club (1898-2025)
- Moeder Ros Beyaert (1895-2003)
- Moeder Domper (1892-1997)
- Moeder Oudenaardse (1900-1970)

### West-Vlaamse Gilde

#### Actieve clubs
| Naam              | Wervingsgebied | Oprichtingsjaar | Oprichter(s)                            | Opmerkingen                    |
| ----------------- | -------------- | --------------- | --------------------------------------- | ------------------------------ |
| Moeder Kortrijkse | Kortrijk       | 1884            | Robrecht Doutreligne en Ernest Reynaert | Geen werking tussen 1914-1920. |
| Moeder Brugse     | Brugge         | 1886            | Albéric Ruzette                         | Geen werking tussen 1914-1918. |
| Moeder Meense     | Menen          | 1902            | Paul Barbe                              | Geen werking tussen 1915-1919  |
| Moeder Izegemse   | Izegem         | 1946            | Daniel Noyez                            | Geen werking tussen 2001-2008. |
| Moeder Waregemse  | Waregem        | 1948            | Leon Bouckaert                          | Geen werking in 1984-1985.     |

#### Inactieve clubs
- Moeder Oostendse (1912-2024)
- Moeder Westland (1890-2003)
- Moeder Tieltse (1902-2001)
- Moeder Mandel (1922-1999)
- Moeder Veurne-Ambachtse (1903-1940, opgegaan in Westland)

### Andere
| Naam                      | Wervingsgebied | Oprichtingsjaar | Oprichter(s)                                        | Opmerkingen |
| ------------------------- | -------------- | --------------- | --------------------------------------------------- | --- |
| Hollandia Lovaniensis     | Nederland      | 1886            |                                                     | Zowel jongens als meisjes toegelaten. Enkel de mannelijke leden vallen de jure onder het Seniorenkonvent.                                                    |
| KVHV Leuven               | Vlaanderen     | 1902            | Jef Vermeylen                                       | Katholieke Vlaams-nationalistische studentenvereniging. Enige politiekgekleurde vereniging binnen het Seniorenkonvent. Zowel jongens als meisjes toegelaten. |
| Leuvense Studentenfanfare | Vlaanderen     | 1911            | Emiel Cardoen, Louis Monsieur en René Vandenbussche | Muzikale studentenfanfarevereniging. |